# FreeOTFE
FreeOTFE — свободная бесплатная программа с открытым кодом, предназначенная для шифрования «на лету». Есть версии для операционных систем MS Windows (Windows 2000/XP/Vista/Windows 7 (как 32-, так и 64-разрядных), а также — «FreeOTFE4PDA» для Windows Mobile (Windows Mobile 2003/2005 и Windows Mobile 6 и более поздними версиями). Программа позволяет создавать виртуальный зашифрованный логический диск, перед записью на который данные автоматически шифруются.
На данный момент не разрабатывается. Автор программы — Сара Дин (Sarah Dean), специалист по криптографии, исчезла в 2011 году. На данный момент нет никакой достоверной информации о её судьбе.

## Происхождение названия
FreeOTFE — сокращение от Free On-The-Fly disk Encryption (англ. свободное шифрование диска «на лету»).

## Обзор
FreeOTFE был первоначально выпущен Сарой Дин в 2004, и был первой системой шифрования с открытым исходным кодом, которая обеспечила модульную архитектуру, разрешающую третьим сторонам при необходимости реализовать дополнительные алгоритмы.
Это программное обеспечение совместимо с зашифрованными томами Linux (например LUKS, cryptoloop, dm-crypt), позволяя свободно читать и записывать данные, зашифрованные под Linux.
В версии 4.0 была введена дополнительная двухфакторная аутентификация с использованием смарт-карты и/или модулей безопасности аппаратных средств (HSM) используя стандарт PKCS#11 (Cryptoki), разработанный лабораториями RSA.
FreeOTFE также позволяет создавать любое число «скрытых томов», имеется возможность шифрования всего раздела или диска.
Для использования FreeOTFE (кроме FreeOTFE Explorer) в среде Windows 7 или более новых версий Windows, требующих подписания драйверов, необходимо перевести операционную систему в тестовый режим подписи драйверов, что достаточно просто осуществить, в противном случае драйвера программы не могут быть установлены.
FreeOTFE также может правильно функционировать и на более новых версиях Windows — от Windows 8 до Windows 10 Pro Build 17763 180914).

## Портативный режим и FreeOTFE Explorer
FreeOTFE может использоваться в «портативном режиме», который позволяет хранить программу на USB флеш-накопителе или другом портативном устройстве вместе с зашифрованными данными. Это позволяет монтировать разделы и получать доступ к зашифрованным данным через виртуальный диск без установки полной программы. Использование этого режима требует установки драйвера для создания виртуального диска, и как следствие необходимы права администратора.
FreeOTFE Explorer позволяет зашифрованным дискам использоваться без установки драйвера и без прав администратора.
FreeOTFE Explorer не обеспечивает шифрование «на лету», а работает как архиватор, позволяя файлам быть сохраненными и извлечёнными из зашифрованных образов диска.

## Алгоритмы

### Алгоритмы шифрования
| - AES - Blowfish - CAST5 / CAST6 - DES / 3DES | - MARS - RC6 - Serpent - Twofish |

### Алгоритмыхеша
| - MD2 - MD4 - MD5 - RIPEMD-128 | - RIPEMD-160 - SHA-1 - SHA-224 - SHA-256 | - SHA-384 - SHA-512 - Tiger - Whirlpool |

## Прекращение разработки и дальнейшая судьба проекта
Последняя стабильная версия FreeOTFE была выпущена в феврале 2010 года. Ранее активно поддерживавшая связь с пользователями автор, Сара Дин, неожиданно пропала из поля зрения в середине 2011 года, перестав отвечать на письма, присылаемые на её почтовый ящик. К концу года её личный сайт ушёл в офлайн, а в 2013 году был разделегирован домен сайта проекта. На данный момент оба домена заняты неизвестным киберсквоттером.
По сей день не имеется никакой достоверной информации о том, что же произошло на самом деле, равно как и о том, жива ли сама Сара, и если да — по какой причине она решила прекратить разработку. Некоторые пользователи считают, что её исчезновение каким-то образом связано с внезапным прекращением разработки и исчезновением авторов TrueCrypt'а, ещё одного популярного продукта для шифрования пользовательских данных.
В июне 2014 года на Github появился форк FreeOTFE — DoxBox, который в мае 2015 года переименован в LibreCrypt, в котором заявлена поддержка Windows Vista и Windows 7, а также исправление некоторых ошибок, обнаруженных в коде исходного проекта.